# Елизавета (королева Бельгии)
Елизавета Баварская (Елизавета Габриэла Валерия Мария, 25 июля 1876, дворец Поссенхофен, Пёккинг, королевство Бавария — 23 ноября 1965, Бельгия) — королева Бельгии с 17 декабря 1909 года по 17 февраля 1934 года, супруга короля Альберта I, мать короля Бельгии Леопольда III и королевы Италии Марии Жозе.

## Семья
Родилась в замке Поссенхофен в семье герцога Карла Теодора Баварского и португальской инфанты Марии Жозе. Была названа в честь своей тётки, императрицы Елизаветы Австрийской, более известной как Сиси.
Елизавета с детства полюбила живопись, скульптуру и музыку, прекрасно играла на фортепьяно и скрипке.

## Семейная жизнь

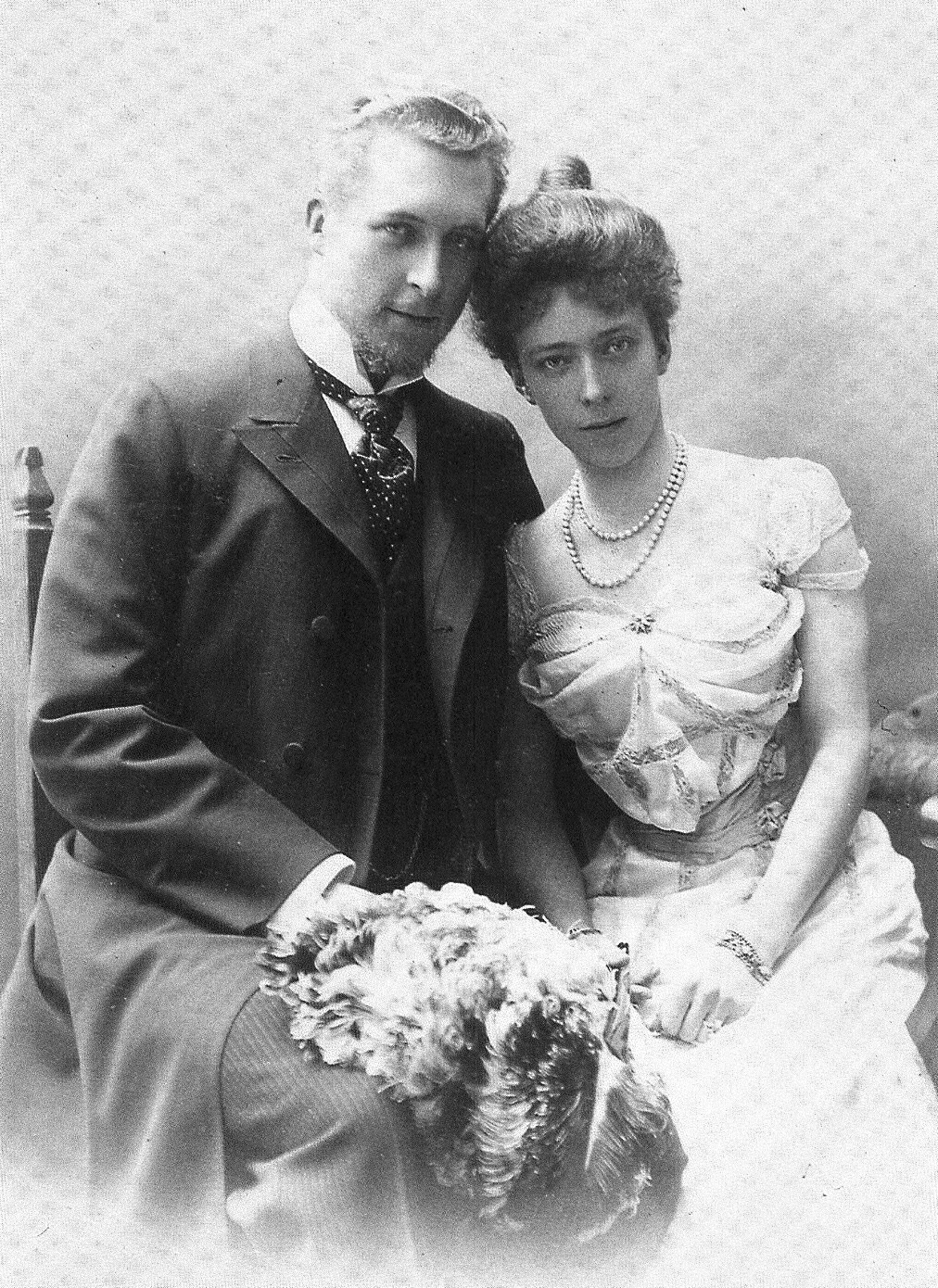
Елизавета и Альберт.

Избранником Елизаветы стал бельгийский принц Альберт, племянник короля Бельгии Леопольда II. Альберт был вторым сыном принца Филиппа, графа Фландрского, и принцессы Марии Гогенцоллерн-Зигмаринген, сестры короля Румынии Кароля I. Супруги приходились друг другу четвероюродными братом и сестрой, имея общего прапрадеда, Карла Людвига Баденского. При рождении Альберт занимал третье место в линии наследования, вслед за своим отцом и старшим братом, принцем Бодуэном. Неожиданная смерть Бодуэна в январе 1891 года и смерть отца в 1905 году сделали Альберта наследником бельгийского престола.
В Мюнхене 2 октября 1900 года состоялась свадьба принцессы Елизаветы и принца Альберта. После вступления мужа на трон в 1909 году получила титул королевы бельгийцев. В честь королевы был назван город Элизабетвиль в Конго. Как королева Елизавета не изменила своим привычкам — она отличалась импонирующими буржуа и богеме демократическими манерами, занималась вопросами искусства и благотворительными делами, проявляя особое внимание помощи (Эжен Ларманс) и продвижению творчества бельгийских деятелей искусств в мире (Меттерлинк). Как благотворитель устраивала летний отдых для больных и неимущих детей на море, навещая и привозя подарки подопечным, учредила в стране сеть лечебниц и санаториев для больных туберкулезом.
Во время Первой мировой войны королевская семья проживала в Де-Панне. Королева посещала линию фронта и спонсировала сестринский пост. Была очень популярной в своей стране.
В 1934 году Альберт I погиб в Арденнах при восхождении на гору близ Марке-ле-Дам.

## Последующая жизнь
После смерти мужа королева Елизавета стала покровительницей искусств и была известна своей дружбой с известными учёными, такими как Альберт Эйнштейн. Во время немецкой оккупации Бельгии в 1940—1944 годах использовала свои связи с немцами и влияние для оказания помощи в спасении от нацистов сотни еврейских детей. После освобождения в 1944 году Брюсселя отдала свой дворец для штаба британского XXX корпуса. После войны израильское правительство наградило её званием «Праведник народов мира».
По просьбе королевы-матери её родственница, королева Нидерландов Вильгельмина стремилась заключить сделку с нацистами, чтобы спасти семью Леопольда III, во время нацистской оккупации по спорным причинам оставшегося в своей резиденции, а в 1944 году вывезенного нацистами в Австрию. Вильгельмина попросила своего министра иностранных дел в изгнании в Лондоне Элко ван Клеффенса «выяснить» через Ватикан, можно ли предложить высокопоставленным нацистам путь к бегству в обмен на освобождение бельгийской королевской семьи. Таким образом королева приняла участие в переговорах о переправке нацистских преступников в Латинскую Америку. Этим путем смогли сбежать от суда Адольф Эйхман, Йозеф Менгеле и Клаус Барби.
Королева Елизавета стала первым монархом, посетившим социалистическую Польшу (1955), СССР (1958) и Китай (1961), за что получила прозвище "Красная королева" и критические отзывы в бельгийской прессе. Остались свидетельства, что власти США призывали власти Бельгии запретить королеве эти поездки. Визит в СССР состоялся в марте 1958 г. Королева Елизавета прибыла в Москву 26 марта 1958 года по приглашению Председателя Президиума Верховного Совета СССР К.Е. Ворошилова  в качестве почетной гостьи в связи с Международным конкурсом скрипачей и пианистов им. Чайковского. Правящие круги Бельгии не поддерживали визит королевы в СССР и во многом он состоялся по ее личному намерению и убеждению в необхоимости нормализации отношений между противоборствующими блоками в период Холодной войны. Прошедшая через две мировые войны королева в старости придерживалась пацифистских взглядов. В период визита в СССР резиденция королевы находилась в Кремле. Кроме Москвы королева посетила Ленинград, Сталинград, Горький, Ташкент. Пионерам Советского Союза королева привезла в подарок пластинки с записями пения птиц в садах дворца Лакен.
Королева Елизавета умерла 23 ноября 1965 года в Брюсселе в возрасте 89 лет. Похоронена в королевской усыпальнице в церкви Нотр-Дам-де-Лакен (Брюссель).

## Память
- Имя королевы носит ежегодный престижный конкурс музыкантов, проходящий в начале лета в Брюсселе, а также фонд медицинских исследований.
- Памятник королеве установлен в Брюсселе недалеко от центрального вокзала напротив конной статуи ее мужа - короля Альберта I, многочисленные памятники, барельефы и витражи можно видеть в разных городах Бельгии.
- Имя королевы носит Университет музыки в Хиросиме, на строительство которого королева жертвовала свои средства.
- В феврале 2025 года в Королевском парковом театре в Брюсселе состоялась премьера пьесы "Красная королева" о хитросплетениях подготовки визита королевы Елизаветы в СССР в 1958 г.

## Потомки
В браке с королём Альбертом I родилось трое детей:
- Филипп Леопольд Чарльз Альберт Меинрад Хуберт Мария Мигель (3 ноября 1901 — 25 сентября 1983), позже король Бельгии Леопольд III. Был женат дважды: 1-я супруга — Астрид, урождённая принцесса Шведская, дочь и два сына. Погибла в 1935 году. 2-я супруга — Лилиан, принцесса де Рети, урождённая Байльс (1916—2002), сын и две дочери:

- - Жозефина Шарлотта (1927—2005) — от первой жены. Супруга Великого герцога Люксембурга Жана, две дочери и три сына:
    - Мария Астрид (род. 1954) — супруга эрцгерцога Австрийского Карла Кристиана, две дочери и три сына:
      - Мария Кристина (род. 1983), замужем с 2008 года за графом Рудольфом де Лимбург-Штирум, трое сыновей:
        - Леопольд (род. 2011)
        - Константин (род. 2013)
        - Габриэль (род. 2016)

      - Имре (род. 1985), женат на Кэтлин Уолкер, четыре дочери и сын:
        - Мария Стелла (род. 2013)
        - Магдалена (род. 2016)
        - Юлиана (род. 2018)
        - Сесилия (род. 2021)
        - Карл (род. 2023)

      - Кристоф (род. 1988), женат на Аделаиде Драп-Фриш, три дочери и сын:
        - Катарина (род. 2014)
        - София (род. 2017)
        - Йозеф (род. 2020)
        - Флавия (род. 2023)

      - Александр (род. 1990), женат на Наташе Румянцофф-Пашкевич
      - Габриэлла (род. 1994), замужем за Анри Бурбон-Пармским, 3 дочери:
        - Виктория (род. 2017)
        - Анастасия (род. 2021)
        - Филиппина (род.2023)

    - Анри (род. 1955) — великий герцог Люксембурга с 2000 года, женат на Марии Терезе Местре, четыре сына и дочь:
      - Гийом (род. 1981), наследный Великий герцог Люксембурга, женат на Стефании де Ланнуа, два сына:
        - Шарль (род. 2020)
        - Франсуа (род. 2023)

      - Феликс (род. 1984), женат на Клэр Ладемахер, дочь и двое сыновей:
        - Амалия (род. 2014)
        - Лиэм (род. 2016)
        - Бальтазар (род. 2024)

      - Луи (род. 1986), был женат на Тесси Энтони, двое сыновей:
        - Габриэль (род. 2006)
        - Ноа (род. 2007)

      - Александра (род. 1991), замужем за Николя Багори, одна дочь:
        - Виктория (род. 2024)

      - Себастьян (род. 1992)

    - Жан (род. 1957) — был дважды морганатическими браками, дочь и три сына:
      - Мари-Габриэль (род. 1986), замужем за Антониусом Уиллмсом, двое сыновей и дочь:
        - Зено (род. 2018)
        - Каетан (род. 2020)
        - Уна (род. 2024)

      - Константин (род. 1988), женат на Кэтрин Мечи, сын и дочь:
        - Феликс (род. 2018)
        - Козима (род. 2022)

      - Вацлав (род. 1990), женат на Элизабет Ламарш, один сын:
        - Каликст (р. 2022)

      - Карл-Йохан (род. 1992), женат на Иване Джамин, сын и дочь:
        - Ксандер (р. 2021)
        - Амадея (р. 2022)

    - Маргарита (род. 1957) — жена принца Лихтенштейнского Николауса, два сына и две дочери:
      - Леопольд (род. и ум. 1984) — умер после рождения;
      - Мария Аннунциата (род. 1985), замужем за Эммануэлем Мусини, один сын:
        - Сон (род. 2024)

      - Мария Астрид (род. 1987), замужем за Рафаэлем Уортингтоном, одна дочь:
        - Алтея (род. 2022)

      - Йозеф (род. 1989, женат на Марии Суарес, один сын:
        - Леопольд (род. 2023)

    - Гийом (род. 1963) — женат на Сибилле Вайллер, три сына и дочь:
      - Поль (род. 1998);
      - Леопольд (род. 2000);
      - Шарлотта (род. 2000);
      - Жан (род. 2004).

  - Бодуэн (1930—1993) — от первой жены. Король Бельгии в 1951—1993 годах, женат на Фабиоле де Мора и Арагон, детей не имел;
  - Альберт (род. 1934) — от первой жены. Король Бельгии в 1993—2013 годах, женат на Паоле Руффо ди Калабриа, два сына и дочь. Также имеет внебрачную дочь.
    - Филипп (род. 1960) — король Бельгии с 2013 года, женат на Матильде д’Удекем д’Акоз, две дочери и два сына;
      - Елизавета (род. 2001)
      - Габриэль (род. 2003)
      - Эммануэль (род. 2005)
      - Элеонора (род. 2008)

    - Астрид (род. 1962) — супруга австрийского эрцгерцога Лоренца, два сына и три дочери;
      - Амадео (род.1986), женат на Элизабетте Росбох, двое дочерей и сын:
        - Анна Астрид (род. 2016)
        - Максимилиан (род. 2019)
        - Аликс (род. 2023)

      - Мария Лаура (род.1988)
      - Иоахим (род. 1991)
      - Луиза Мария (род. 1995)
      - Летиция Мария (род. 2003)

    - Лоран (род. 1963) — женат на Клэр Кумбс, дочь и два сына;
      - Луиза (род. 2004)
      - Николай (род. 2005)
      - Эймерик (род. 2005)

    - Дельфина (род. 1968), внебрачная дочь. Замужем за Джеймсом О`Харой, имеет дочь и сына:
      - Жозефина (род. 2003)
      - Оскар (род, 2008)

  - Александр (1942—2009) — от второй жены. Был женат на Лие Волман.
  - Мария Кристина (род. 1951) — от второй жены. Супруга Жана Поля Гоуджеса.
  - Мария Эсмеральда (род. 1956) — от второй жены. Супруга Сальватора Монкада, дочь и сын:
    - Александра (род. 1998);
    - Леопольд (род. 2001);

- Шарль Теодор Анри Антуан Меинрад, граф Фландрский (10 октября 1903 — 1 июня 1983) — регент Бельгии, женат не был, детей не имел;
- Мария Жозе Шарлотта София Амелия Генриетта Габриэлла (4 августа 1906 — 27 января 2001) — последняя королева Италии, супруга короля Умберто II,три дочери и сын::
  - Мария Пиа (род. 1934) — в первом браке принцесса Югославская, супруга принца Александра, во втором — принцесса Бурбон-Пармская, супруга принца Мишеля, трое сыновей и дочь от первого брака:
    - Димитрий (род. 1958) 
    - Михаил (род. 1958)
    - Сергей (род. 1963) — один сын:
      - Умберто (род. 2018)

    - Елена (род. 1963) — супруга Тьери Гоббера, две дочери и сын:
      - Милена (род. 1988)
      - Настасья (род. 1991)
      - Леопольд (род. 1997)

  - Виктор Эммануил (1937—2024) — претендент на престол Италии, женат на Марии Дори, один сын:
    - Эммануил Филиберт (род. 1972) — принц Венецианский и Пьемонский, женат на Клотильде Куро, две дочери;
      - Виттория (род. 2003)
      - Луиза (род. 2006)

  - Мария Габриэлла (род. 1940) — супруга Роберта Зеленгери де Валькано, одна дочь:
    - Мария Елизавета (род. 1972) — супруга Оливера Джансенса, дочь и три сына;
      - Габриэлла (род. 2004)
      - Томмазо (род. 2005)
      - Пауль (род. 2009)
      - Виктор (род. 2014)

  - Мария Беатриче (род. 1943) — супруга Луиса Рафаэля Рейна-Корвалан и Диллон, два сына и дочь:
    - Рафаэль Умберто (1970—1994) — был женат на Маргарет Тайлер, одна дочь;
      - Уриэль (род. 1994)

    - Патрицио (род. и умер в 1971);
    - Беатрис (род. 1973) — супруга Артура Пандо и Мардрет, один сын.
      - Мария (род. 1996)

## Титулы
- Её Королевское Высочество Принцесса Елизавета Баварская (25 июля 1876 — 2 октября 1900)
- Её Королевское Высочество Принцесса Елизавета Бельгийская (2 октября 1900 — 17 декабря 1909)
- Её Величество Королева бельгийцев (17 декабря 1909 — 17 февраля 1934)
- Её Величество Королева Елизавета (17 февраля 1934 — 23 ноября 1965)